# 내일의 팔도강산
"내일의 팔도강산"은 한국에서 제작된 강대철 감독의 1971년 드라마 영화이다. 김희갑 등이 주연으로 출연하였고 강대진 등이 제작에 참여하였다.

## 출연

### 주연
- 김희갑
- 황정순